# Soil Science & Plant Nutrition
Soil Science & Plant Nutrition is een internationaal, aan collegiale toetsing onderworpen wetenschappelijk tijdschrift op het gebied van de
landbouwkunde en
bodemkunde.
De naam wordt in literatuurverwijzingen meestal afgekort tot Soil Sci. Plant Nutr.
Het wordt uitgegeven door de Japanse Society of the Science of Soil and Manure.